# Ivan Messelis
Ivan Messelis (né le 28 mars 1958 à Roulers) est un coureur cycliste belge. Il a été deuxième du championnat du monde de cyclo-cross amateurs en 1986.

## Palmarès
- 1976-1977
  - Champion de Belgique juniors
  - 2e du championnat du monde des militaires
  - Zwevegem

- 1977-1978
  - 2e du championnat de Belgique de cyclo-cross amateurs

- 1979-1980
  - Mechelen-Battel
  - Vossem

- 1980-1981
  - Mechelen-Battel

- 1982-1982
  - 2e du championnat de Belgique de cyclo-cross amateurs

- 1982-1983
  - 2e du championnat de Belgique de cyclo-cross amateurs

- 1983-1984
  - Champion de Belgique de cyclo-cross amateurs
  - Cyclo-cross de la mer du Nord
  - Tremelo
  - Mechelen-Battel
  - Pamel-Roosdaal
  - Sint-Genesius-Rode
  - Coxyde
  - Asse-Krokegem
  - Lichtervelde

- 1984-1985
  - Champion de Belgique de cyclo-cross amateurs
  - Cyclo-cross de la mer du Nord
  - Kortenberg
  - Coxyde
  - Munte
  - Sint-Martens-Bodegem
  - Merchtem

- 1985-1986
  - Superprestige, #6, Zillebeke
  - Breendonk
  - Jezus-Eik
  - Nieuwerkerken
  - 2e du championnat du monde amateurs

- 1986-1987
  - Cyclo-cross de la mer du Nord
  - Merchtem
  - Malderen
  - 3e du championnat de Belgique

- 1987-1988
  - 3e du Trophée Gazet van Antwerpen
  - 9e du championnat du monde

- 1988-1989
  - 2e du championnat de Belgique
  - 9e du championnat du monde

- 1989-1990
  - 3e du championnat de Belgique